# UTC+06:30
UTC+6:30 est un fuseau horaire, en avance de 6 heures et 30 minutes sur UTC.

## Zones concernées

### Toute l'année
Les zones suivantes utilisent UTC+06:30 toute l'année :
- Australie :  Îles Cocos ;
- Birmanie.

### Heure d'hiver (hémisphère nord)
Aucune zone n'utilise UTC+06:30 pendant l'heure d'hiver (dans l'hémisphère nord) et UTC+07:30 à l'heure d'été.

### Heure d'hiver (hémisphère sud)
Aucune zone n'utilise UTC+06:30 pendant l'heure d'hiver (dans l'hémisphère sud) et UTC+07:30 à l'heure d'été.

### Heure d'été (hémisphère nord)
Aucune zone n'utilise UTC+06:30 pendant l'heure d'été (dans l'hémisphère nord) et UTC+05:30 à l'heure d'hiver.

### Heure d'été (hémisphère sud)
Aucune zone n'utilise UTC+06:30 pendant l'heure d'été (dans l'hémisphère sud) et UTC+05:30 à l'heure d'hiver.

## Géographie
Le Myanmar et les îles Cocos font partie des régions du monde où l'heure légale ne correspond pas à un décalage entier par rapport à UTC.
Le Myanmar est situé théoriquement à cheval sur les fuseaux horaires UTC+6 et UTC+7 et l'heure solaire moyenne de l'ancienne capitale Rangoon (16° 47′ N, 96° 09′ E) est suffisamment proche d'UTC+6:30 pour que ce fuseau soit une meilleure approximation.
Les îles Cocos sont situées aux coordonnées 12° 07′ S, 96° 54′ E et, là encore, UTC+6:30 est une meilleure approximation de l'heure locale.